# Крилата людина
Крилата людина (англ. The Winged Man) — науково-фантастичний роман канадського письменника Альфреда ван Вогта та його дружини E. Mayne Hull, вперше опублікований 1944 року.

## Зміст
Крилата людина прикріплює на атомний підводний човен ВМС США у Тихому океані прилад для переміщення у часі й переносить його у 25 000 рік.
У майбутньому зникли всі материки і залишились тільки 2 міста: літаюче місто крилатих людей і підводне місто більш численних морських людей. Кожне місто має свій суперкомп'ютер з інформацією про минулу цивілізацію.
Тут немає розвинутої зброї, однак морські люди майструють супермагніт, щоб затягнути повітряне місто під воду.
Крилаті люди перемістили у свій час 5 кораблів з різних епох (один з них — космічний корабель прибульців раси Уаз), щоб просити у них знищити підводне місто. Оскільки після 20-го століття немає військової техніки, капітани інших кораблів примушують екіпаж субмарини виконати цю місію, щоб усі повернулись додому.
Раса Уаз відкрито декларує намір захопити Землю (їм підходить водне середовище для життя) після поразки морських людей.
Морські люди викрадають капітана, але згодом повертають. Капітан вирішує стати на бік сильніших і знищити повітряне місто.
Перший помічник повстає проти нього та вирішує порадитись із суперкомп'ютером повітряного міста. Після чого розробляє план порятунку Землі від Уаз об'єднаним нападом усіх кораблів.
Після перемоги субмарина руйнує суперкомп'ютер і супермагніт підводного міста для урівняння сил сторін.
Всі кораблі повертають у свій час.